# Hemerobius amurensis
Hemerobius amurensis är en insektsart som beskrevs av Navás 1929. Hemerobius amurensis ingår i släktet Hemerobius och familjen florsländor. Inga underarter finns listade i Catalogue of Life.